# نيكولا كاتيك
نيكولا كاتيك هو لاعب كرة قدم كرواتي في مركز الدفاع، ولد في 1 يونيو 1986 في ماكارسكا في كرواتيا. لعب مع بيتسبورغ ريفرهوندز.